# Bataillon de marche no 14
Pour les articles homonymes, voir BM14 et 14e bataillon.
Le bataillon de marche no 14 (BM 14) est une unité militaire des forces françaises libres pendant la Seconde Guerre mondiale. Formé au Cameroun, il combat en 1945 sur le Front de l'Atlantique.

## Historique
Le bataillon de marche no 14 est créé le 1er mars 1943 sous les ordres du commandant Loudet à partir du 4e bataillon du régiment de tirailleurs du Cameroun.
Stationné à Ngaoundéré, le BM 14 est rapidement rattaché à la 2e brigade de marche du Cameroun (ou demi-brigade du Cameroun), qui devient en août 1943 la Brigade mixte d'Afrique française libre (BM-AFL),. Séparé du reste de la brigade, le BM 14 rejoint Casablanca par bateau en mai 1944. Il débarque fin novembre 1944 à Marseille et est rattaché à son arrivée au régiment d'Afrique-Équatoriale française et Somalie (régiment AEF-Somalie), avec le bataillon de marche no 15 et le bataillon de marche somali.
Le régiment est envoyé en mars 1945 sur la Pointe de Grave et combat du 15 au 18 avril. Le BM 14 est cité à l'ordre de la division et son fanion reçoit la croix de guerre 1939-1945 avec étoile d'argent le 14 juillet 1945.
Le bataillon est dissous le 31 mars 1946.